# Sibylla (djur)
För andra betydelser, se Sibylla.
Sibylla är ett släkte av bönsyrsor. Släktet beskrevs år 1856 av den svenska entomologen Carl Stål och  ingår i familjen Sibyllidae.
Kladogram enligt Catalogue of Life:
| Sibylla | \| \| Sibylla dives \| \| \| \| \| \| Sibylla dolosa \| \| \| \| \| \| Sibylla gratiosa \| \| \| \| \| \| Sibylla griffinii \| \| \| \| \| \| Sibylla limbata \| \| \| \| \| \| Sibylla maculosa \| \| \| \| \| \| Sibylla marmorata \| \| \| \| \| \| Sibylla operosa \| \| \| \| \| \| Sibylla pannulata \| \| \| \| \| \| Sibylla polyacantha \| \| \| \| \| \| Sibylla pretiosa \| \| \| \| \| \| Sibylla punctata \| \| \| \| \| \| Sibylla vanderplaetseni \| \| \| \| |
|         | \| \| Sibylla dives \| \| \| \| \| \| Sibylla dolosa \| \| \| \| \| \| Sibylla gratiosa \| \| \| \| \| \| Sibylla griffinii \| \| \| \| \| \| Sibylla limbata \| \| \| \| \| \| Sibylla maculosa \| \| \| \| \| \| Sibylla marmorata \| \| \| \| \| \| Sibylla operosa \| \| \| \| \| \| Sibylla pannulata \| \| \| \| \| \| Sibylla polyacantha \| \| \| \| \| \| Sibylla pretiosa \| \| \| \| \| \| Sibylla punctata \| \| \| \| \| \| Sibylla vanderplaetseni \| \| \| \| |
|         | Leptosibylla |
|         | |
|         | Presibylla |
|         | |
|         | Sibylla dives |
|         | |
|         | Sibylla dolosa |
|         | |
|         | Sibylla gratiosa |
|         | |
|         | Sibylla griffinii |
|         | |
|         | Sibylla limbata |
|         | |
|         | Sibylla maculosa |
|         | |
|         | Sibylla marmorata |
|         | |
|         | Sibylla operosa |
|         | |
|         | Sibylla pannulata |
|         | |
|         | Sibylla polyacantha |
|         | |
|         | Sibylla pretiosa |
|         | |
|         | Sibylla punctata |
|         | |
|         | Sibylla vanderplaetseni |
|         | |

|  | Sibylla dives           |
|  |                         |
|  | Sibylla dolosa          |
|  |                         |
|  | Sibylla gratiosa        |
|  |                         |
|  | Sibylla griffinii       |
|  |                         |
|  | Sibylla limbata         |
|  |                         |
|  | Sibylla maculosa        |
|  |                         |
|  | Sibylla marmorata       |
|  |                         |
|  | Sibylla operosa         |
|  |                         |
|  | Sibylla pannulata       |
|  |                         |
|  | Sibylla polyacantha     |
|  |                         |
|  | Sibylla pretiosa        |
|  |                         |
|  | Sibylla punctata        |
|  |                         |
|  | Sibylla vanderplaetseni |
|  |                         |

## Bildgalleri

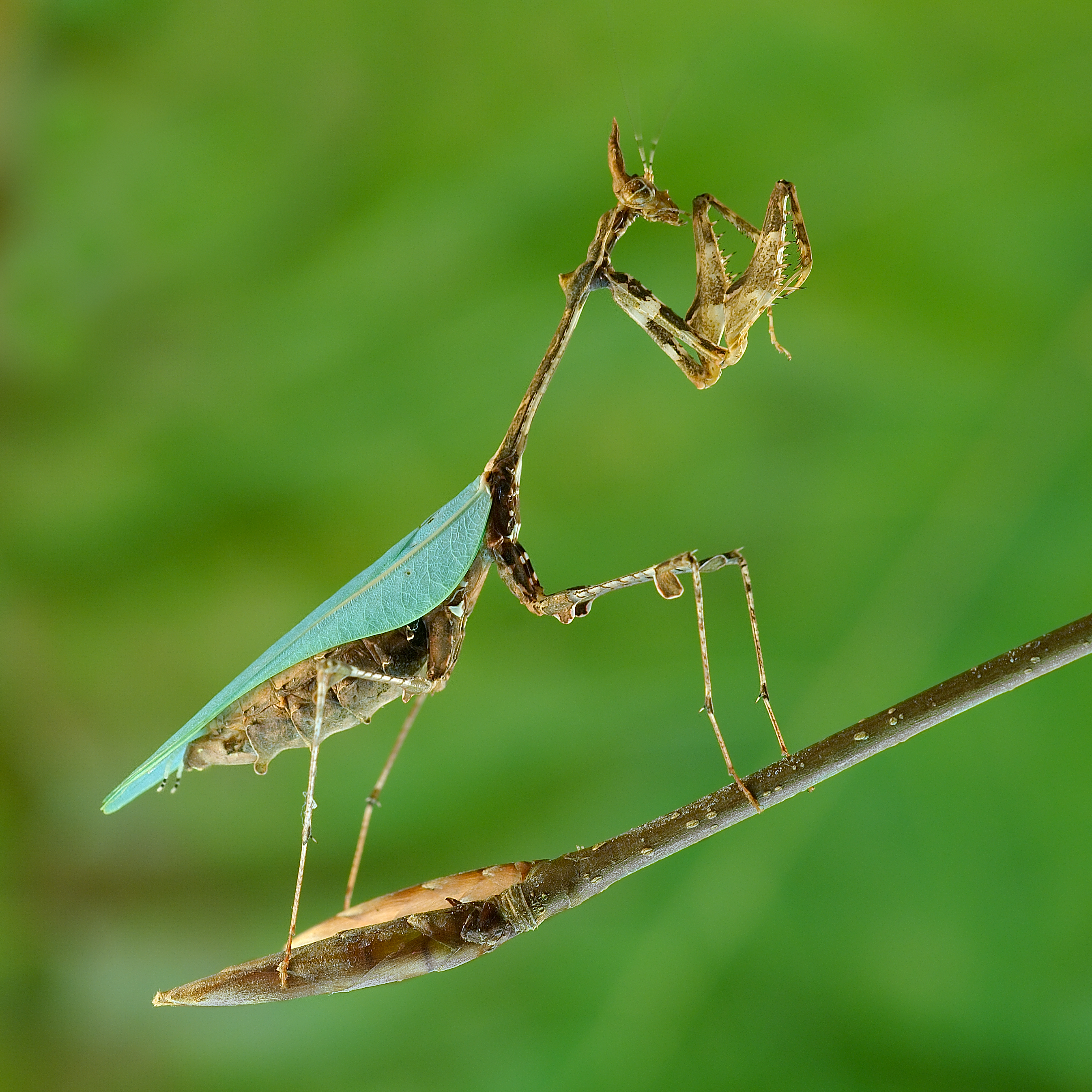
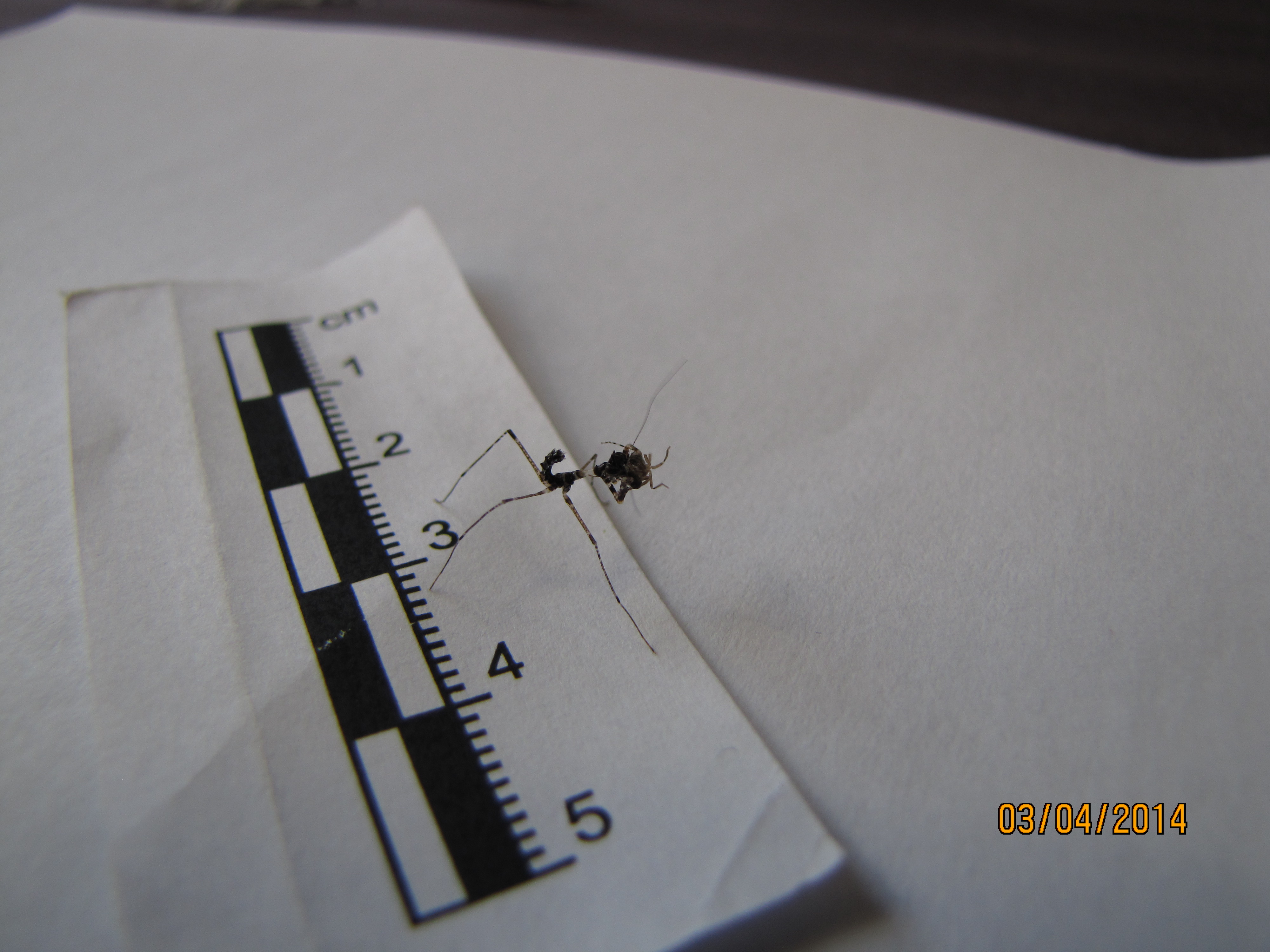
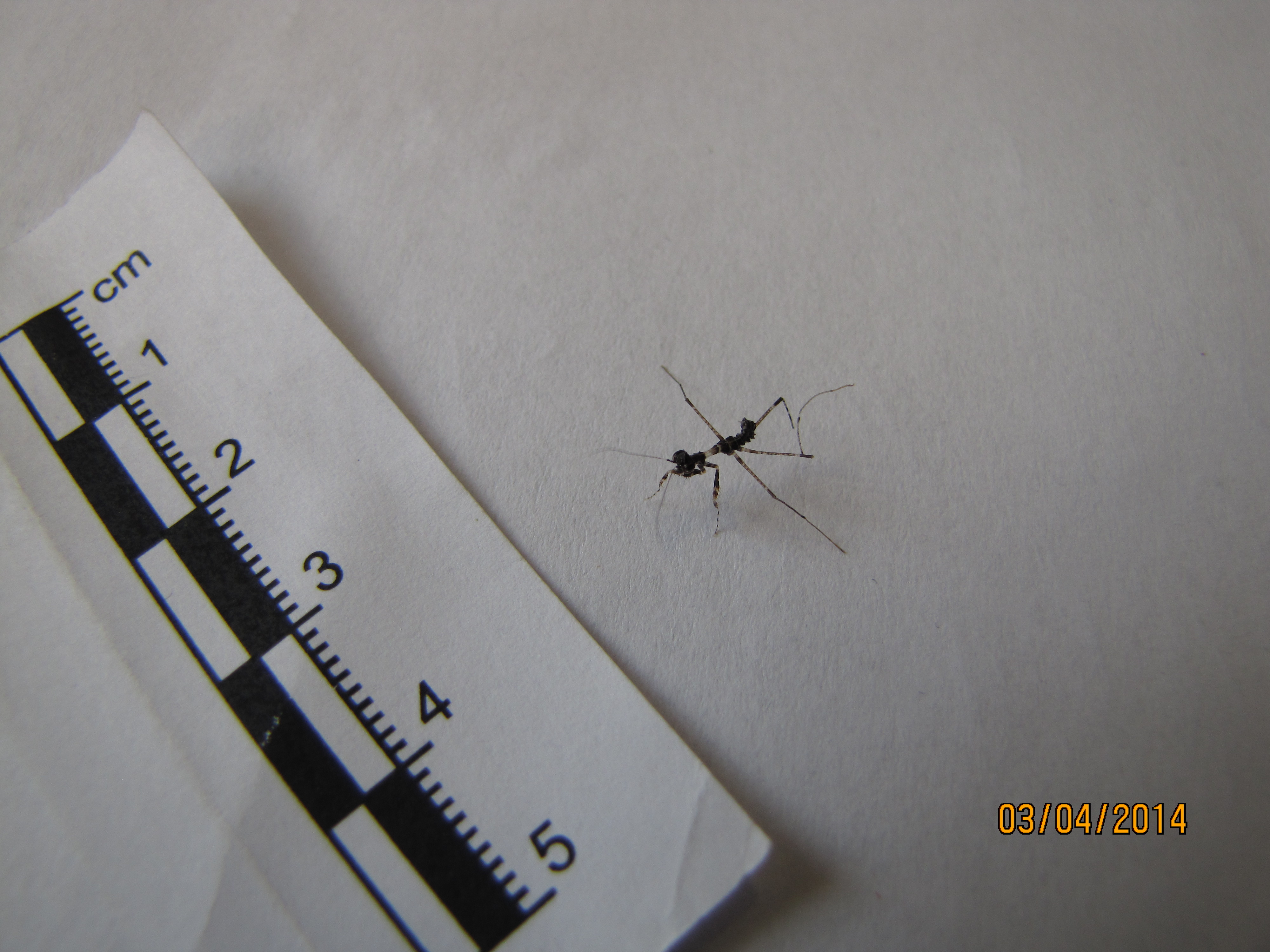
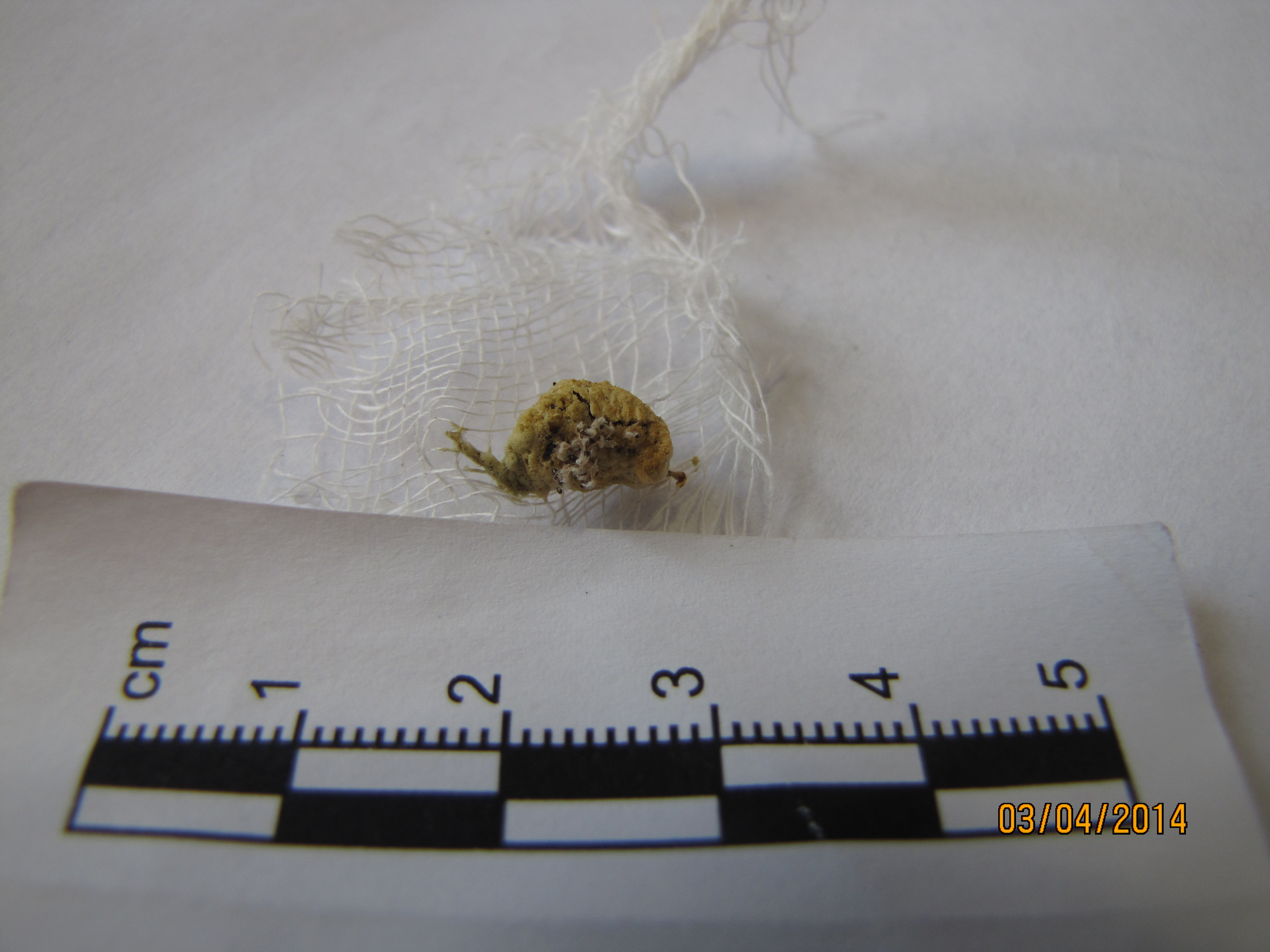
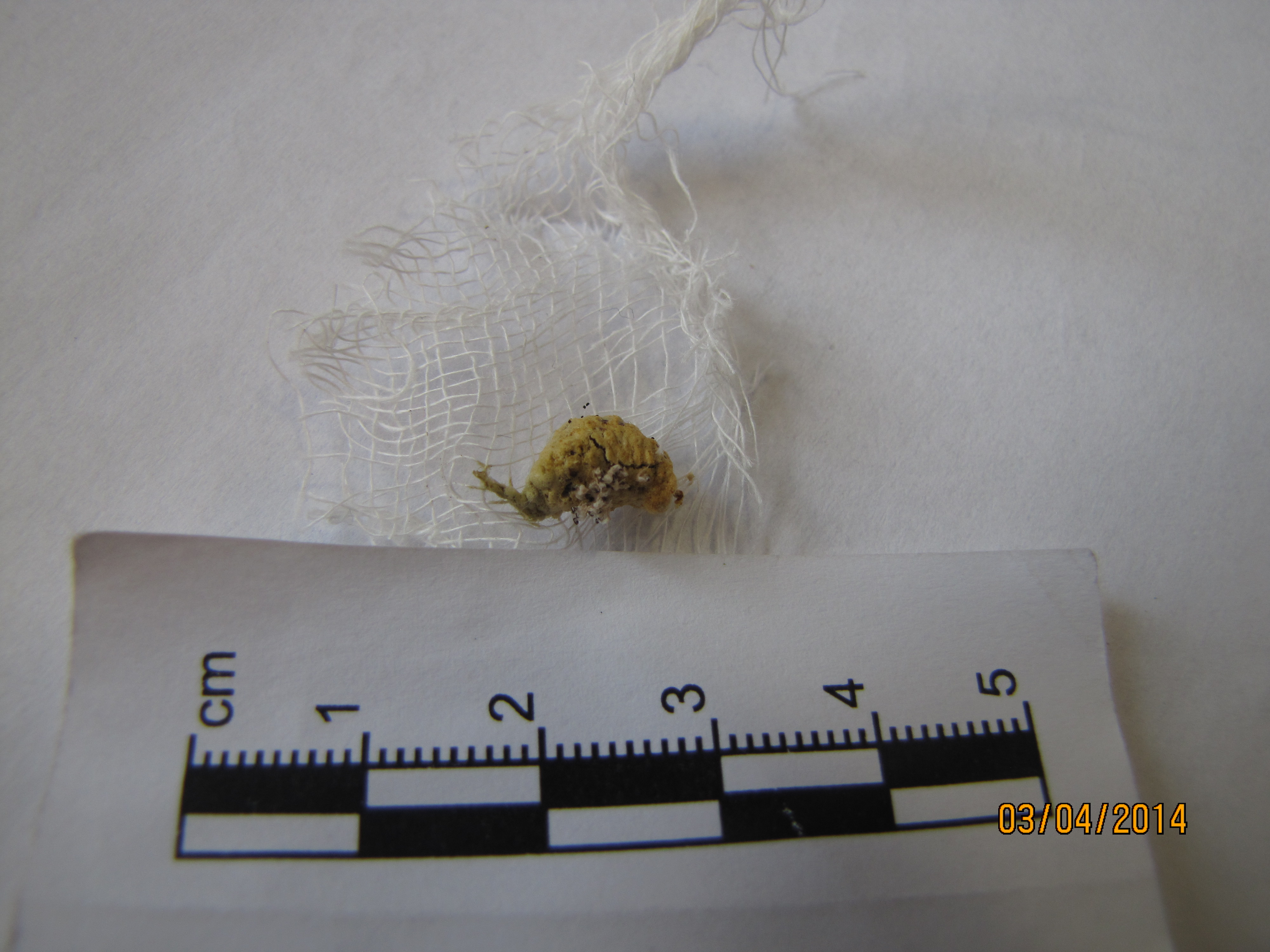
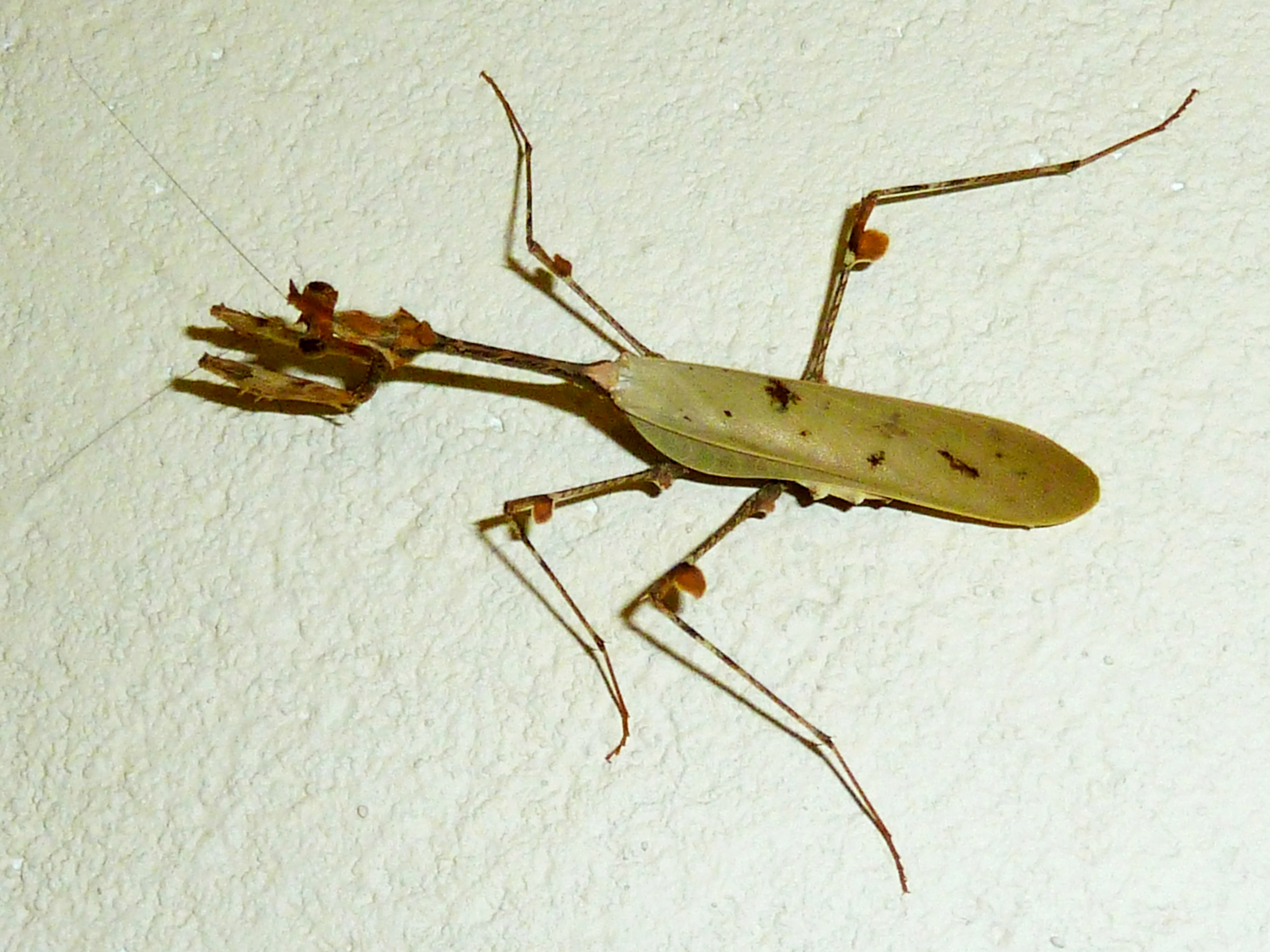